# Riot Minds
Riot Minds AB, av företaget skrivet RiotMinds AB, är ett svenskt spelföretag som grundades 2000 av Theodore Bergquist och Magnus Malmberg. Aktiebolaget Riot Minds AB startades 2005.  
Rättigheterna till varumärket Drakar och Demoner har Riot Minds fram till 2000 licensierat från Paradox Entertainment, men i och med den sjätte utgåvan av Drakar och Demoner köptes licensrättigheterna av Riot Minds. I den sjätte utgåvan hade Riot Minds frångått den tidigare kampanjvärlden Ereb Altor (och Chronopia) till fördel för en ny som heter Trudvang och är starkt inspirerad av den fornnodiska mytologin.
2015 anordnade Riot Minds en gräsrotsfinansiering för att skapa en ny version av den klasisska versionen av Drakar och Demoner. Kampanjen drog in 783 683 kronor och den nya versionen gavs ut under 2016. 
2017 anordnade de en kampanj via Kickstarter för en engelskspråkig version av Drakar och Demoner Trudvang under namnen Trudvang Chronicles som drog in cirka 2,7 miljoner kronor och blev utsedd till en av de mest emotsedda rollspelet 2017 av Enworld.

## Försäljning av varumärken
2021 såldes rättigheterna till varumärket Drakar och Demoner till Fria Ligan. Alla rättigheter till Trudvang, Ruin Masters och Caldarox kommer ligga kvar hos Riot Minds frikopplat från varumärket Drakar och Demoner.
Den 1 juli 2022 meddelade företaget att de sålt rättigheterna till sina kvarvarande varumärken Trudvang Chronicles, Lex Occultum och Ruin Masters till det Hong Kong-baserade spelföretaget CMON.

## Utgivet material

### Drakar och Demoner Trudvang
Huvudartikel: Drakar och Demoner
- Drakar och Demoner, (2000) - Version 6 av det välkända svenska rollspelet Drakar och demoner.
- Vildhjärta, (2001[9]) - Ett äventyr och del 1 i serien Den svarta Solen
- Jorges Bestarium, (2001 och 2003) - En expansionsmodul innehållandes ett bestiarium.
- Drakar och demoner expert: Rollpersonen, (2002) - En expansionsmodul
- Snösaga, (2002) - Ett äventyr och del 2 i serien Den svarta Solen
- Drakar och demoner, (2003[10]) - Verison 7 av det välkända svenska rollspelet
- Osthem, (2003) - En kampanjmodul som beskriver regionen Osthem.
- Drakar och demoner expert: Magi, (2004) - En expansionsmodul fokuserad på magi
- Eldsjäl, (2004) - Ett äventyr och del 3 i serien Den svarta Solen
- Mittland, (2004) - En kampanjmodul som beskriver regionen Mittland.
- Eld och sot, (2006) - En kampanjmodul som beskriver dvärgarna i Trudvang.
- Galtevår, (2006) - Ett äventyr.
- Vastermark, (2006) - En kampanjmodul som beskriver regionen Vastermark.
- Likstorm, (2007) - Ett äventyr och del 4 (och avslutande) i serien Den svarta Solen
- Trudvangs äventyrare (2007) - En kampanjmodul med diverse material till rollspelande i Trudvang.
- Drakar och Demoner: Brädspelet, (2009[11]) - Ett brädspel som utspelar sig i Drakar och Demoners värld.
- Drakar och Demoner: Jubileumsutgåva, (2012[12]) - En jubileumsutgåva utgiven i samband med Drakar och Demoners 30-årsjubileum.

### Drakar och Demoner (2016)
Huvudartikel: Drakar och demoner
- Drakar och Demoner, (2016[13]) - En nyversion av det klassiska rollspeler Drakar och Demoner med målet att återskapa den ursprungliga versionen. Äventyren Skymningshavets gåtor, Gastarnas ö och Demonkungens dal levereras i samma box.
- Ereb Altor, (2018) - En nyversion av Ereb Altor som utspelar sig långt efter den ursprungliga tidslinjen på kontinenten Caldarox. Finansierades via gräsrotsfinansiering med Kickstarter[14].
- Monsterboken, (2020[15]) - Ett bestarium innehållande regler för olika monster och varelser. Finansierades via gräsrotsfinansiering med Kickstarter[16].

### Trudvang Chronicles
- Game Master's Guide, (2017) - Regelbok riktad mot spelledaren som gavs ut i samband med gräsrotsfinansieringen.
- Player's handbook, (2017) - Regelbok för spelaren som gavs ut i samband med gräsrotsfinansieringen.
- Jorgi's bestary, (2017[17]) - En översättning av Jorges Bestarium som gavs ut till svenska versionen av Drakar och Demoner Trudvang.
- Wildheart, (2017) - En översättning av Vildhjärta som gavs ut till svenska versionen av Drakar och Demoner Trudvang.
- Elven Horn, (2017) - Ett äventyr som gavs ut i samband med gräsrotsfinansieringen av Trudvang Chronicles.
- Stormlands, (2019[18]) -  En kampanjmodul som beskriver Stormlands. Gräsrotsfinansierades via Kickstarter och drog in cirka 1,1 miljoner SEK[19].
- Snowsaga, (2019[20]) - Ett äventyr, översättning av Snösaga till svenska utgåvan av Drakar och Demoner Trudvang. Utgiven i samband med kampanjen för Stormlands.
- Frostbitten, (2019[21]) - Ett äventyr, endast utgiven i PDF-format. Exklusivt utgiven i samband med kampanjen för Stormlands.
- Muspelheil, (2020[22]) - En kampanj och regelmodul som utforskar Dvärgarnas. Gräsrotsfinansierades via Kickstarter och drog in cirka 1,2 miljoner SEK[23].
- Curse of runes, (2020) - En äventyrskampanj som bland annat utspelar sig i Muspelheim, dvärgarnas rike. Exklusivt utgiven i gräsrotsfinansieringen för Muspelheim
- Runes of memory, (2020[24]) - En äventyrskampanj exklusivt utgiven i gräsrotsfinansieringen för Muspelheim.

### LexOccultum/Götterdämmerung
Huvudartikel: Götterdämmerung (rollspel)
Den första utgåvan av LexOccultum gavs ut på svenska under namnet Götterdämmerung.
- Götterdämmerung: Codex persona, (2005) - Grundregler riktad till spelare.
- Götterdämmerung: Lex libris, (2005) - Grundregler riktad till spelledare.
- Götterdämmerung: Sub rosa, (2008) - Kampanjmodul som fokuserar på hemliga ordnar och sällskap i Götterdämmerungs värld.
- Götterdämmerung: Död och bråddjupa hemligheter rörande ockultisten Übel Staal, (2005) - Äventyr som utspelar sig 1743.
- LexOccultum: Alter Ego (2018) - Nyutgåva av Codex Persona. Den första gräsrotsfinansierade utgåvan via Kickstarter och drog in cirka 1,1 miljoner kronor [25]
- LexOccultum: Lex libris, (2018) - Nyutgåva av Lex Libris till Götterdämmerung, del av den första gräsrotskampanjen.
- LexOccultum: Great mysteries of Übel Staal (2018) - Nyutgåva av Död och bråddjupa hemligheter rörande ockultisten Übel Staal till Götterdämmerung, del av den första  gräsrotskampanjen.
- LexOccultum: Roi-de-Rats, (2018) - En kampanjmodul som beskriver 1700-talets Paris. Del del av den första gräsrotskampanjen.
- LexOccultum: Charta monstorum, (2020) -  Ett bestiarium till spelet. En andra kampanj gräsrotsfinansierade denna modul via Kickstarter och drog in cirka 470 000 SEK[26].

### Ruin Masters
- Grundregler (2021) - Gräsrotsfinansierades via kickstarter och drog in dryga 600 000 SEK[27]